# ويليام هنري سيمس
وليام هنري سيمس ولد في 6 يناير/كانون الثّاني 1872 و توفي عام 1955 كان سياسيا في مانيتوبا،كندا. خدم في الجمعية التشريعية لمانيتوبا من عام 1914 إلى عام 1920 كعضو حزب الأحرار.
سيمز ولد في فيرغس، أونتاريو، وتعلّم في مدرسة برانت قرب ستونوال. تلقى شهادة معلمين، وعمل أيضاً كمزارع. عمل سيمز كعضو مجلس في البلدية الريفية لنهرِ البجعة من 1907 إلى 1913، وكانت الجاليةَ تُمرّرُ في عام 1914. هو كان أيضاً رئيس المجتمعِ الزراعيِ المحليِّ لعدّة سَنَوات.
اختير إلى مجلس مانيتوبا التشريعي أولاً في انتخابِ عام 1914 الإقليمي
أُجبرت الإدارة المحافظة على الاستقالة في 1915 كنتيجة فضيحة فساد، والتحرريون دُعوا لتشكيل الحكومة.
هزِمَ في انتخابِات عام 1920 الإقليمية، يفْقد إلى مزارع المرشّحِ روبرت ايموند ب619 صوت. أراد العودة إلى المجلس التشريعي في انتخابِ عام 1927، لكنه انتهى بالمركز الثالث ضدّ المرشّحِ التقدمّيِ أندرو ماكليري.